# Johan III Schellaert van Obbendorf

Familiewapen
Schellaert

Johan III Schellaert van Obbendorf (-ca. 1368) heer van Gürzenich en Geysteren uit het Huis Schellaert. Hij was een zoon van Johan II Schellaert van Obbendorf (- 9 maart 1336) en Marguerite van Wachtendonck.
Hij trouwde met Bella (Beatrix/Sybille) van Vercken (-na 1403). Uit zijn huwelijk is geboren:
- Reinhard Schellaert van Obbendorf
- Bella Schellaert van Obbendorf, trouwde in 1402 met Willem van Ghoor heer van Nieuw Ghoor en van Ghorenburg
- Johan IV Schellaert van Obbendorf, ridder, hofmeester van de hertog en heer van Gürzenich en heer van Schinnen 1403-1450 (ca. 1375-). Hij trouwde (1) in 1403 met Agnes van Vlodrop. Hij trouwde (2) ca. 1414 met Aleid van Gronsveld (ca. 1380-)